# Верижно писмо
Верижното писмо съдържа съобщение, което се опитва да провокира получателя да направи копия на писмото и да ги препрати на колкото се може повече получатели. Често, верижните писма съдържат въздействащи емоционални истории, пирамидални схеми за бързо забогатяване и някакво суеверие, с което да сплашат получателя с лош късмет и дори с физическо насилие или смърт, ако „веригата“ бъде прекъсната.